# Armée de l’Est

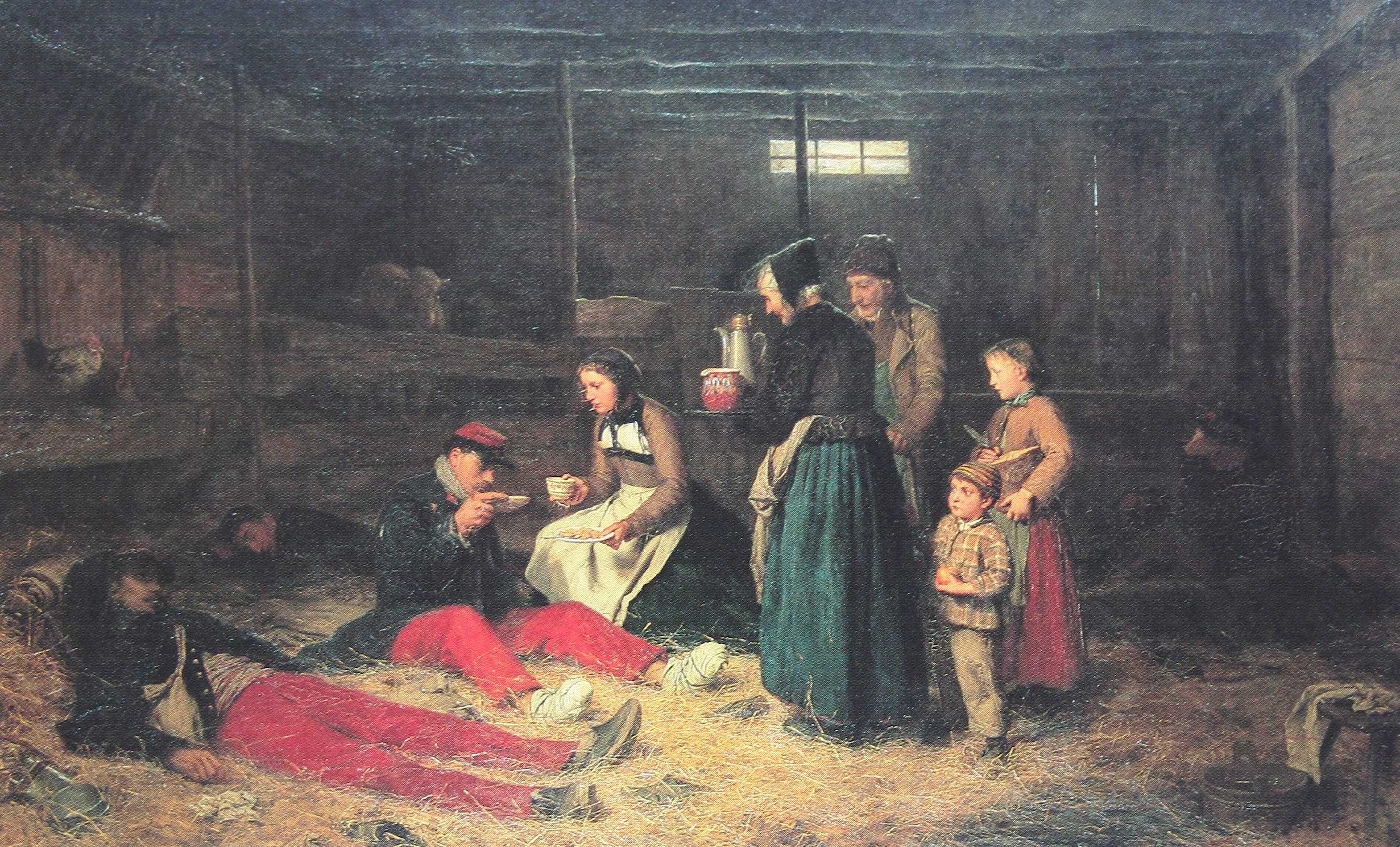
Die Bourbakis – zeitgenössisches Bild französischer Soldaten von Albert Anker (1871)

Armée de l’Est (deutsch Ostarmee; auch Zweite Loirearmee; inoffizielle Bezeichnung Bourbaki-Armee, nach General Charles Denis Bourbaki, ihrem ersten Kommandeur) war die offizielle Bezeichnung für eine französische Armee im Deutsch-Französischen Krieg von 1870/71. Sie wurde erst gegen Ende des Krieges aus Einheiten der Loirearmee, Freischärlern und frisch rekrutierten Truppen gebildet.

## Geschichte
Durch die am 8. Dezember 1870 erfolgte Umbenennung der 2. Loirearmee wurde die Armée de l’Est in Bourges gegründet, sie bestand aus ca. 140.000 Soldaten mit 300 Geschützen. Den Kern der Armee bildeten das XV. (General Martineau des Chenez) das XVIII. (General Billot) und das XX. Korps (General Crouzat, Mitte Dezember Clinchant). Nach dem Einsatz im Gefecht bei Nuits kam auch die selbständige Division Crémer hinzu. Auch das neu aufgestellte XXIV. Korps (General Bressolles) und die als Armeereserve dienende Marine-Hilfsdivision des Fregattenkapitäns Pallu de la Barrière wurden Teil der Armee.
Aufgabe der Armée de l’Est sollte die Entsetzung der belagerten Festung Belfort und die Unterbrechung der deutschen Nachschublinien sein. Sie erlitt jedoch eine Niederlage vor Belfort in der Schlacht an der Lisaine. Der Rückzug Richtung Süden verlief chaotisch und langsam; die Armee wurde im Großraum Pontarlier von Truppen der deutschen Südarmee eingekesselt. General Bourbaki wurde daraufhin am 26. Januar 1871 seines Amtes enthoben und unternahm einen Selbstmordversuch. Der neue Kommandeur Justin Clinchant bat am 28. Januar 1871 in der Schweiz um Internierung seiner Truppe.

## Grenzübertritt

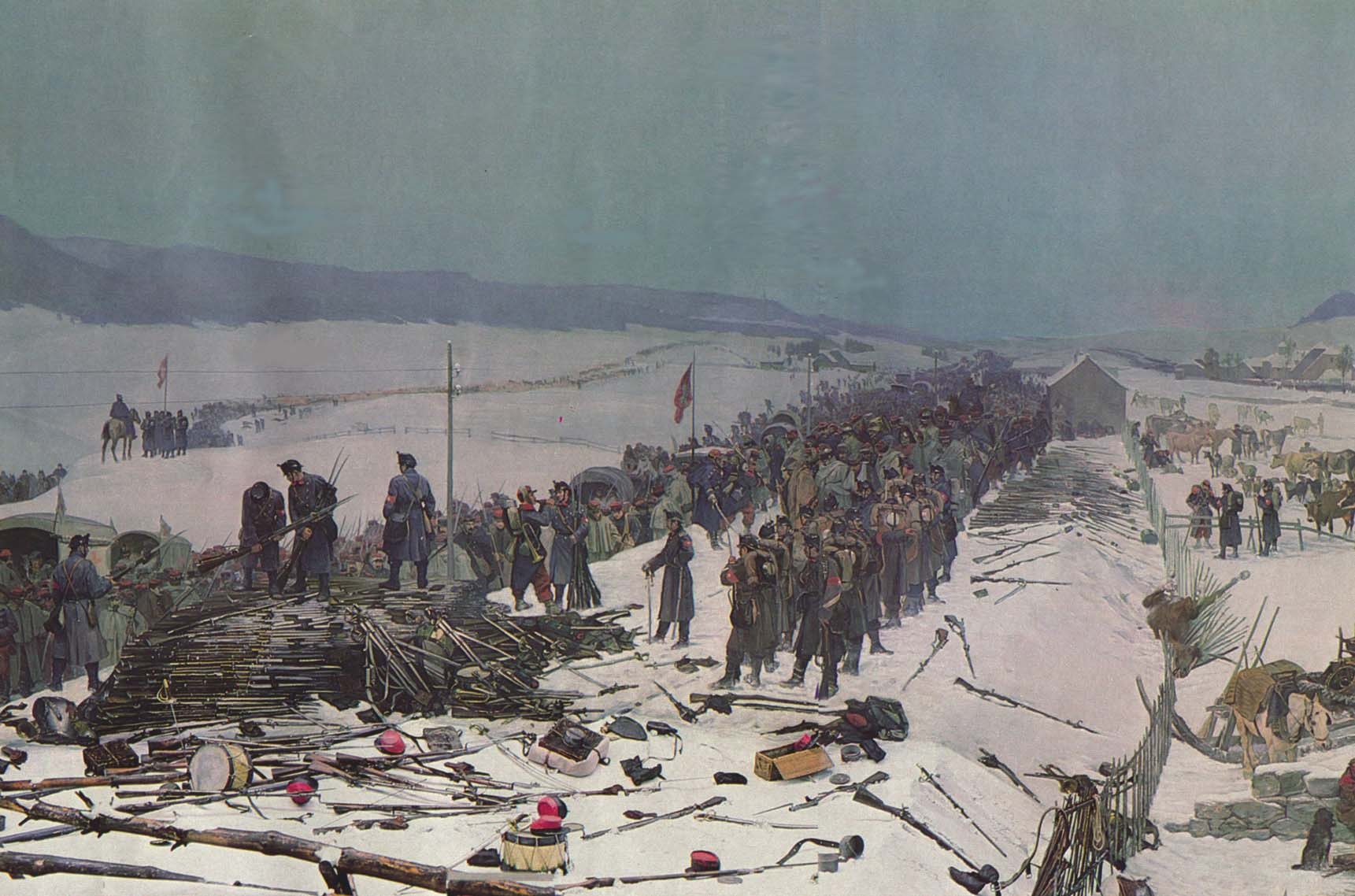
Die Bourbaki-Armee legt ihre Waffen nieder. Ausschnitt aus dem Bourbaki-Panorama in Luzern

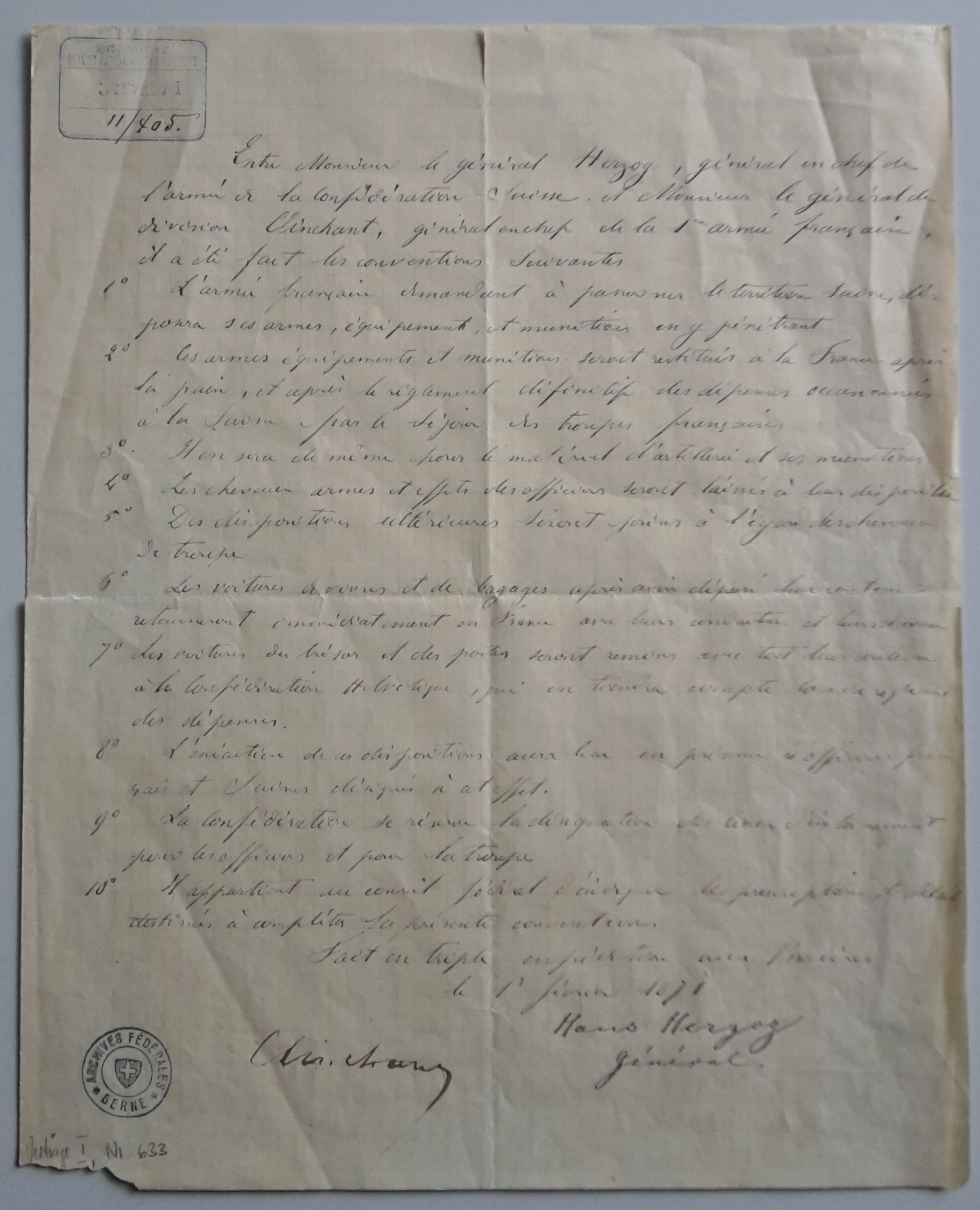
Vertrag von Les Verrières, 1. Februar 1871

Verzeichnis der internierten Franzosen – Familienname beginnend mit B. Handschriftliche Ergänzung des Internierungsortes

In den frühen Morgenstunden des 1. Februar 1871 unterzeichnete der Schweizer General Hans Herzog den Vertrag von Les Verrières. Vom 1. bis zum 3. Februar 1871 übertraten 87.000 Mann und 12.000 Pferde bei Les Verrières, Sainte-Croix, Vallorbe und im Vallée de Joux die schweizerisch-französische Grenze, mussten Waffen, Munition und Material abgeben und wurden für sechs Wochen interniert. Der schweizerische General Hans Herzog (1819–1894), Oberbefehlshaber z. Z. der Grenzbesetzung 1870/71, nahm den Grenzübertritt der geschlagenen Bourbaki-Armee entgegen. Der Übertritt der Bourbaki-Armee ist auf dem Bourbaki-Panorama in Luzern dargestellt.
Zwar hatte General Herzog, so gut es ging, Truppen-Kontingente seiner teils bereits demobilisierten Armee an die Orte des Grenzübertrittes verlegt. Dennoch wären diese Einheiten wohl gegen einen Angriff der den Franzosen nachsetzenden deutschen Truppen General Edwin von Manteuffels ohne große Siegeschancen geblieben. Und es hätte theoretisch durchaus ein Motiv für einen solchen Angriff bestanden: Preußen hatte im Neuenburgerhandel von 1856/57 nach Vermittlung der europäischen Mächte ohne die eigentlich vorgesehene Kriegshandlung gegen die Schweiz auf die Oberhoheit über das vormalige preußische Fürstentum Neuenburg verzichtet. Dass die Deutschen im Februar 1871 die Verwirrung an der Schweizer Grenze nicht für einen Schlag auf Neuenburg nutzten, kann verschiedene Gründe haben:
- König Friedrich Wilhelm IV. hatte im Vertrag von 1857 ausdrücklich auch im Namen seiner Nachkommen Verzicht auf Neuenburg geleistet; ein Gebot, dem man nun in Berlin nicht gut zuwiderhandeln konnte.[4]
- Der preußische Ministerpräsident Otto von Bismarck zettelte Kriege für die Erreichung konkreter politische Ziele an und beendete sie dann wieder zeitig, bevor die Verluste ausuferten und bevor die britische Regierung sich genötigt fühlen konnte, zur Wahrung des Gleichgewichts der Kräfte (Balance of Power[5]) Gegner Preußens militärisch zu unterstützen. Der Deutsch-Französische Krieg diente dazu, die süddeutschen Fürsten an Preußen zu binden und so das Deutsche Reich als klar umrissenes Hegemonialgebiet Preußens zu begründen. Diese Ziele wären durch einen Konflikt mit der Schweiz gefährdet worden.

## Internierung

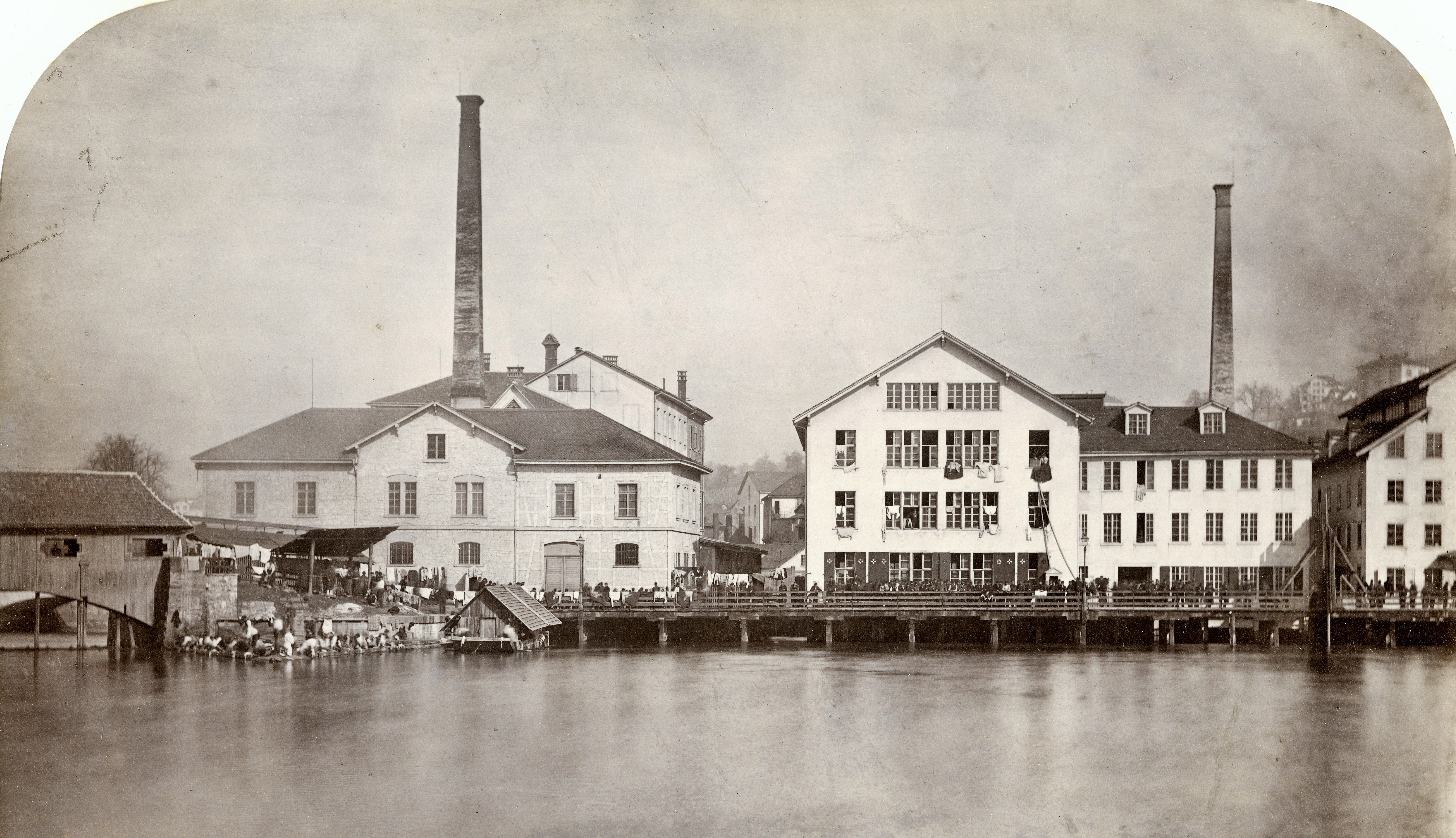
Internierte französische Soldaten in Zürich

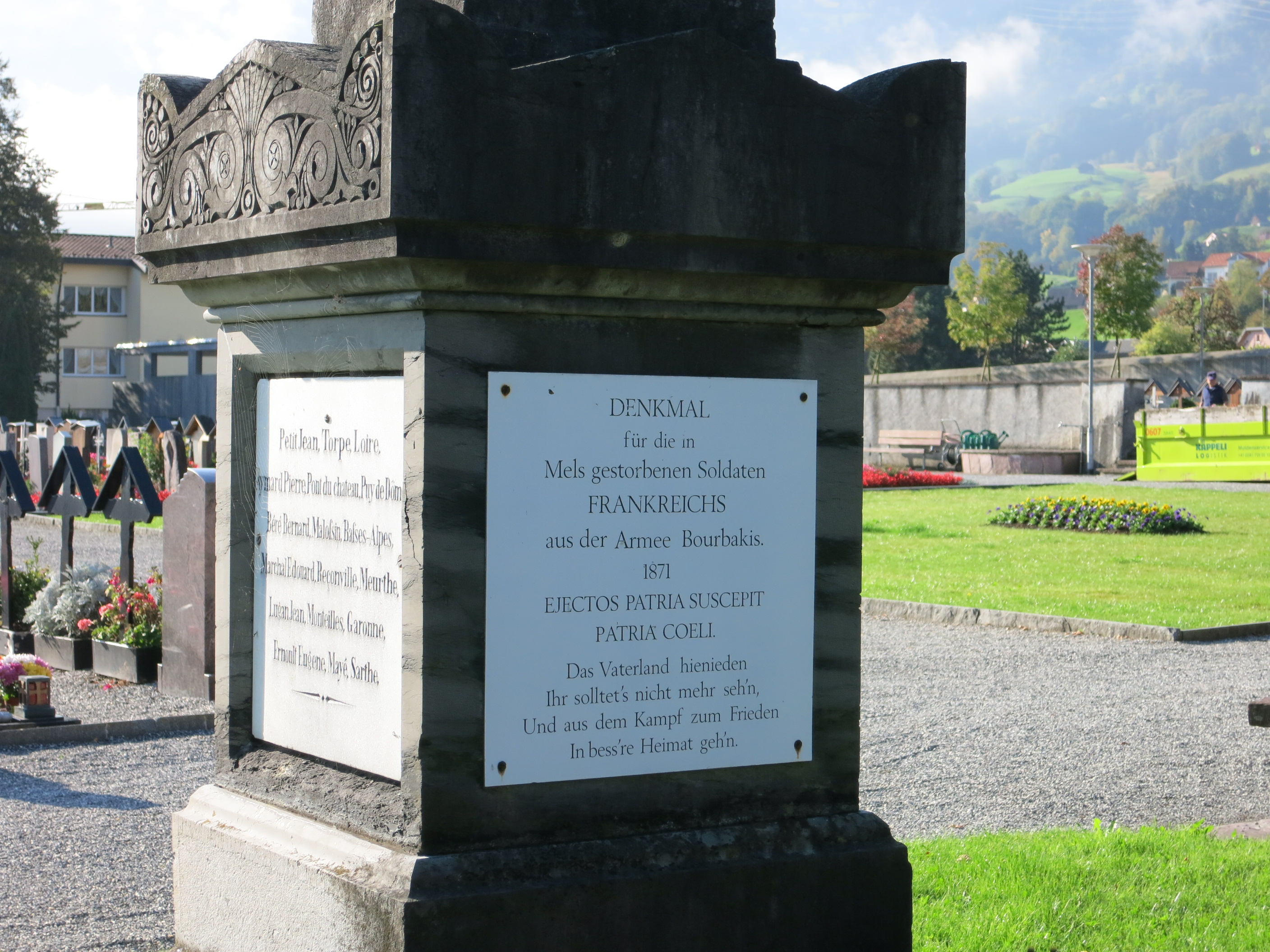
Grabstein für Bourbaki-Soldaten in Mels

Die von Generalstabschef Rudolf Paravicini organisierte Aufnahme von 87.000 durch Hunger und Kälte gezeichnete Soldaten (3 % der damaligen Schweizer Bevölkerung), die untergebracht, verpflegt, medizinisch betreut und bewacht werden mussten, stellte extreme Anforderungen an den noch jungen Schweizer Bundesstaat. Viele der Soldaten mussten mit neuer Kleidung und neuem Schuhwerk ausgerüstet werden. Die Internierten wurden auf 190 Ortschaften in allen Kantonen außer dem Tessin verteilt. Das Tessin wurde ausgelassen, da es für die Internierten nicht zumutbar schien, im Januar den verschneiten Gotthard zu überqueren – der Gotthardtunnel wurde erst 1882 eröffnet. Neben Militär, Behörden und Hilfsorganisationen – darunter das ebenfalls noch sehr junge Internationale Komitee der Hilfsgesellschaften für die Verwundetenpflege (das heutige IKRK) – setzte sich auch die Zivilbevölkerung in einer breiten Welle der Hilfeleistungen bei der Betreuung ein.
Die Internierung blieb nicht ganz ohne Probleme: Als Anfang März deutsche Bürger in der (alten) Tonhalle in Zürich feierten, drangen französische Offiziere in den Festsaal ein und zettelten eine Schlägerei an. In den als Tonhallekrawall bekannten Unruhen starben in der Folge fünf Personen und die Armee musste aufgeboten werden, um die Lage zu beruhigen.
Die Internierung dauerte schließlich sechs Wochen. Zwischen dem 13. und 22. März konnten die Internierten nach Frankreich zurückkehren. Die französische Regierung zahlte einen Betrag von 12,1 Mio. Franken für die Kosten. 1700 der internierten Soldaten starben an Erschöpfung, ihren Wunden oder an mitgeschleppten Krankheiten. Sie wurden in der Schweiz beigesetzt. An mehreren Orten, an denen Internierte beigesetzt sind, wurden Denkmäler errichtet, siehe hierzu Liste von Museen und Denkmälern über den Deutsch-Französischen Krieg#Schweiz.

## Internationale Rotkreuzbewegung

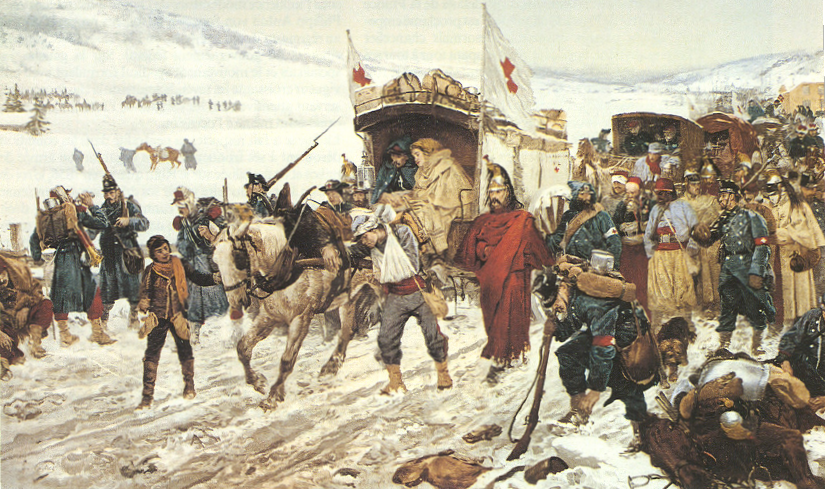
Ausschnitt aus dem Bourbaki-Panorama von Castres

Die Bewältigung einer humanitären Aufgabe, wie sie die Internierung der Bourbaki-Armee war, trug zum Selbstbewusstsein und zur Identitätsfindung des jungen Schweizer Bundesstaates bei. Der Krieg war auch eine Bewährungsprobe für das 1864 gegründete Internationale Komitee der Hilfsgesellschaften für die Verwundetenpflege, das zwar noch über sehr wenige Mittel verfügte, aber bereits auf viele Freiwillige zählen konnte. Viele Helfer waren auch als Sanitäter während des Krieges mit den Truppen unterwegs. Als Begleiter der Bourbaki-Armee zog auch der Genfer Edouard Castres mit der Truppe zurück in die Schweiz. Da er den Krieg und die Internierung persönlich miterlebt hatte, wurde er später beauftragt, ein Panoramabild zu malen, das als Bourbaki-Panorama große Bekanntheit erlangen sollte.
Vom schlechten Zustand dieser Soldaten abgeleitet ist noch heute innerhalb der Schweizer Armee gelegentlich die Rede von einem Bourbaki-Tenue, wenn eine besonders abenteuerliche oder nicht regelkonforme Uniformtragart kritisiert werden soll.